# تعهد خدمت فارغ‌التحصیلان دانشگاهی
در ایران، دانشجویان دانشگاه‌های دولتی قانوناً مکلفند که برابر مدتی که از تحصیل رایگان استفاده کرده‌اند در ایران کار کنند. کسانی که نخواهند این تعهد را به انجام برسانند می‌توانند برای لغو تعهد، هزینهٔ تحصیل خود را به دولت بپردازند. همچنین، کسانی که ظرف شش ماه پس از فارغ‌التحصیلی نتوانند کار پیدا کنند می‌توانند با تأیید  وزارت کار تعهد خود را لغو کنند.

## تحصیل در خارج از ایران
قانون تعهد خدمت برای کسانی که مایل هستند از برای ادامهٔ تحصیل از ایران خارج شوند مشکلاتی ایجاد می‌کند. روند لغو تعهد، به «آزادسازی مدارک» مشهور است، چرا که این قانون از طریق خودداری از تحویل مدارک و کارنامهٔ رسمی دانشجو اعمال می‌شود.

## ارجاع‌ها
1. ↑  «مقررات لغو تعهد خدمت». اداره دانش‌آموختگان دانشگاه اراک. بایگانی‌شده از اصلی در ۶ اوت ۲۰۱۷. دریافت‌شده در ۵ اوت ۲۰۱۷.